# Frielingsdorf
Frielingsdorf is een deel van de gemeente Lindlar in  de Oberbergischer Kreis in het Rijland in Noordrijn-Westfalen in Duitsland. 
Frielingsdorf is plaats waar van oorsprong Ripuarisch wordt gesproken. Het ligt aan de Uerdinger Linie.  